# Sanjar Quvvatov
Sanjar Quvvatov (Karshi, 8 gennaio 1990) è un calciatore uzbeko, portiere del Qizilqum.

## Carriera

### Club
Ha giocato nella prima divisione uzbeka.

### Nazionale
Ha partecipato ai Mondiali Under-20 del 2009.
Con la nazionale uzbeka ha preso parte alla Coppa d'Asia 2019.

## Palmarès

### Club

#### Competizioni nazionali
- Supercoppa dell'Uzbekistan: 3

Nasaf Qarshi: 2016
Paxtakor: 2021, 2022
- Campionato uzbeko: 5

Paxtakor: 2019, 2020, 2021, 2022, 2023
- Coppa dell'Uzbekistan: 2

Paxtakor: 2019, 2020